# Bezirk Sternberg
Der Bezirk Sternberg war ein Politischer Bezirk in der Markgrafschaft Mähren. Sitz der Bezirkshauptmannschaft war die Stadt Sternberg (Šternberk). Das Gebiet gehörte seit 1918 zur neu gegründeten Tschechoslowakei.

## Geschichte
Die modernen, politischen Bezirke der Habsburgermonarchie wurden 1868 im Zuge der Trennung der politischen von der judikativen Verwaltung geschaffen.
Der Bezirk Sternberg wurde 1868 aus den Gerichtsbezirken Mährisch Sternberg, Hof und Liebau gebildet. Zur Zeit seiner Entstehung lebten im Bezirk Sternberg 58.033 Einwohner auf einer Fläche von 13,1 Quadratmeilen.
1880 lebten im Bezirk Sternberg 65.832 Personen (30.891 männlich und 34.941 weiblich). Von der einheimischen Bevölkerung hatten 58.517 Deutsch und 7.060 Tschechisch als Umgangssprache angegeben.
1890 lebten im Bezirk Sternberg 67.261 Personen (31.418 männlich und 35.843 weiblich). Von der einheimischen Bevölkerung hatten 60.084 Deutsch und 6.832 Tschechisch als Umgangssprache angegeben.
1910 lebten im Bezirk Sternberg 62.140 Menschen. Davon hatten 61.950 die österreichische Staatsbürgerschaft. Von den österreichischen Staatsbürgern gaben 48.144 Deutsch und 13.800 Tschechisch als Umgangssprache an. Die Fläche betrug 544,18 km2.

## Gemeinden
Der Bezirk Mährisch Trübau umfasste 1890 folgende Gemeinden:
1. Im Gerichtsbezirk Hof: Altliebe, Bärn (mit Heimerldorf), Brokersdorf, Christdorf, Gersdorf, Heidenpiltsch, Herzogwald, Hof, Karlsberg, Kunzendorf, Maiwald, Mödlitz (mit Hartau), Neudörfel, Neurode, Rautenberg (mit Ochsenstall), Reigersdorf, Waltersdorf
2. Im Gerichtsbezirk Liebau: Altendorf, Altwasser, Bautsch, Bernhau, Dittersdorf, Geppertsau, Gundersdorf, Herlsdorf, Kriegsdorf, Liebau (mit Drömsdorf), Liebenthal, Milbes, Neudorf, Neueigen, Nürnberg, Öhlstadtl, Reisendorf, Rudelzau, Schmeil, Schönwald, Siegertsau, Walterdorf (mit Hühnerberg)
3. Im Gerichtsbezirk Sternberg: Allhütten, Andersdorf, Babitz (mit Egersdorf), Bladowitz, Böhmisch Hause (mit Benatek), Bohowitz. Deutsch Hause, Dittersdorf, Dohle (mit Obergrund), Domeschau, Domstadtl, Giebau, Gnoitz, Gobitschau (mit Lewin), Jägersfeld, Komarn, Krokersdorf, Laschtian, Libusch (mit Jilkendorf), Lippein, Ludenitz, Luschitz, Mauzendorf (mit Passekgrund), Neuhof, Petersdorf, Rietsch, Seibersdorf, Siebenhöfen, Sperberdorf, Staadl, Stachendorf, Starnau, Stefanau, Sternberg (mit Lichtenthal, Neustift, Schloßberg, Steinberg, Sternfeld, Sternthal, Wallberg), Strukowitz, Tscheschdorf, Wächtersdorf, Zerotein